# Virginia (film 2010)
Virginia è un film del 2010 diretto da Dustin Lance Black.

## Trama
Virginia, donna mentalmente instabile, è una madre single che vive in una piccola città nel sud degli Stati Uniti, dove ha una relazione sentimentale segreta di lunga data con lo sceriffo del posto, Dick Tipton, sposato con un'altra donna. Tale relazione rischia di uscire allo scoperto quando l'uomo decide di concorrere per una carica pubblica mentre il giovane unico figlio di Virginia, Emmett, inizia a desiderare di conoscere l'identità del suo vero padre. Nel frattempo, Emmett inizia una relazione con la figlia di Dick, Jessie.

## Produzione
Il film indipendente, presentato al Toronto International Film Festival del 2010 con il titolo What's Wrong with Virginia, è stato girato dal 28 settembre all'8 novembre 2009 prevalentemente nel Michigan, dove in quel periodo erano vigenti incentivi statali rivolti all'industria dell'intrattenimento. Alcune scene vennero girate anche a Wildwood, nel New Jersey.
Dopo aver ricevuto molte critiche negative in seguito alla proiezione al TIFF, lo sceneggiature e regista Dustin Lance Black ammise di non essere soddisfatto del lavoro svolto e decise di ri-editare la pellicola con una nuova fase di montaggio, affidata ad un montatore diverso. Inoltre, in vista della distribuzione nelle sale cinematografiche, il titolo venne cambiato in Virginia.

## Distribuzione
Dopo essere stato proiettato per la prima volta il 15 settembre 2010 al Toronto International Film Festival, il film è stato distribuito nelle sale cinematografiche statunitensi il 18 maggio 2012, nella versione rimontata.